# Centro de Previsões Hidrometeorológicas
O Centro de Previsões Hidrometeorológicas (em inglês:  Weather Prediction Center, localizado em College Park, Maryland, é um dos nove centros de serviços sob a égide do Centros Nacionais de Previsão Ambiental (NCEP), uma parte do National Weather Service (NWS), que por sua vez é parte da Administração Oceânica e Atmosférica Nacional (NOAA) do governo dos EUA. Até 5 de março de 2013, o Centro de Previsão do Tempo era conhecido como Centro de Previsão Hidrometeorológica (HPC). O Centro de Previsão do Tempo serve como um centro para previsão quantitativa de precipitação, previsão de médio alcance (três a oito dias) e interpretação de modelos computacionais de previsão numérica do tempo.
O Weather Prediction Center emite resumos de tempestades em sistemas de tempestades que trazem chuvas e nevascas significativas para partes dos Estados Unidos. Eles também preveem quantidades de precipitação para os 48 estados mais baixos dos Estados Unidos para sistemas que devem impactar o país nos próximos sete dias. Também são emitidos avisos para ciclones tropicais que se moveram para o interior, enfraqueceram para a força da depressão tropical e não são mais de responsabilidade do Centro Nacional de Furacões. O Weather Prediction Center também atua como escritório de backup do National Hurricane Center no caso de uma falha completa de comunicação.
As previsões climatológicas de longo alcance são produzidas pelo Climate Prediction Center (CPC), uma filial do Serviço Nacional de Meteorologia. Isso inclui perspectivas de 8 a 14 dias, perspectivas mensais e perspectivas sazonais.

## História
Desde os primeiros dias da coleta organizada de clima nos Estados Unidos, uma instalação central foi usada para coletar e divulgar dados. Originalmente, essa tarefa ocupava uma única sala dentro do Serviço de Sinalização do Exército dos Estados Unidos em Washington, D.C. Relatórios eram coletados via telégrafo e previsões gerais eram feitas para o país.
Enquanto as raízes do WPC estão no passado, a organização pode ser mais diretamente traçada para a formação do Centro de Análise pela Carta Circular 39-42, assinada pelo Diretor do Departamento de Meteorologia Francis W. Reichelderfer em 5 de março de 1942. As operações começaram em 16 de março de 1942, com a unidade localizada no Weather Bureau Central Office na 24th and M Streets NW em Washington, DC.. Inicialmente, a unidade era às vezes chamada de Master Analysis Center.
Em 1947, o Analysis Center foi combinado com o Air Force Master Analysis Center e o Navy Weather Central para criar o Weather Bureau-Air Force-Navy (WBAN). As operações começaram em 16 de junho de 1947, na 24th and M Streets NW. No início de 1950, o Centro de Análise WBAN era composto por 150 funcionários. A previsão de médio alcance foi feita nacionalmente para 54 horas no futuro. Gráficos e mapas foram criados nesta instalação para distribuição nacional.
Em julho de 1954, a Joint Numerical Weather Prediction Unit (JNWPU) foi criada para testar técnicas de previsão numérica do tempo (NWP) por computador. Esta unidade co-localizada com o centro de análise WBAN para formar o National Weather Analysis Center, que estava localizado em Suitland, Maryland. Quando as duas unidades se fundiram, o nome mudou para Centro Meteorológico Nacional (NMC) em janeiro de 1958. Quando a JNWPU foi dissolvida em 1961, a NMC tornou-se uma organização independente da Global Weather Central e da Fleet Numerical Weather Central. As habilidades de pesquisa e processamento de computador aumentaram ao longo dos anos, o que permitiu que o primeiro modelo global de previsão fosse executado em junho de 1966. Em janeiro de 1975, grande parte das instalações, menos os computadores, mudou-se para o World Weather Building, localizado nas proximidades de Camp Springs, Maryland.
NMC mudou seu nome para NCEP, os Centros Nacionais de Previsão Ambiental em 1 de outubro de 1995. O Centro de Previsão Hidrometeorológica tornou-se uma subunidade do NCEP, assim como vários outros centros nacionais, como o Climate Prediction Center (CPC), o Environmental Modeling Center (EMC), o National Hurricane Center (NHC), o Ocean Prediction Center (OPC), o Storm Prediction Center (SPC), Aviation Weather Center (AWC), NCEP Central Operations e Space Weather Prediction Center (SWPC). Em agosto de 2012, a HPC mudou-se para um novo prédio, o Centro Nacional de Previsão do Tempo e do Clima (NCWCP), em College Park, Maryland. No ano seguinte, em 5 de março de 2013, a HPC mudou seu nome para Weather Prediction Center.

## Missão
A missão do WPC é fornecer produtos e serviços de previsão, orientação e análise para apoiar as atividades diárias de previsão pública do NWS e seus clientes e fornecer suporte personalizado a outras agências governamentais em situações de emergência e especiais.

## Produtos e serviços

### Previsões quantitativas de precipitação (QPF)

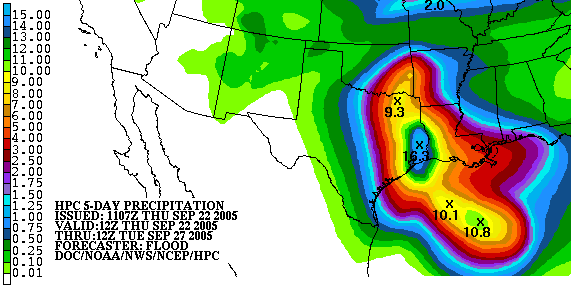
QPF de cinco dias para o furacão Rita (2005)

Os balcões do QPF preparam e emitem previsões de precipitação acumulada (quantitativa), chuva forte, neve forte e destaca áreas com potencial para inundações repentinas, com previsões válidas para os cinco dias seguintes. Esses produtos são enviados aos escritórios de previsão do Serviço Nacional de Meteorologia dos Estados Unidos e estão disponíveis na Internet para uso público. Os produtos de previsão de neve pesada, em associação com os produtos de previsão pública de curto prazo (descritos abaixo), servem como um mecanismo de coordenação para o programa nacional de alerta e vigilância de tempestades de inverno.
Uma mesa do Serviço Nacional de Dados e Informações de Satélite Ambiental (NESDIS) está co-localizada com as mesas do WPC QPF, que juntas formam a Unidade Nacional de Previsão de Precipitação (NPPU). Os meteorologistas da NESDIS preparam estimativas de chuva e tendências atuais com base em dados de satélite, e essas informações são usadas pelo meteorologista do QPF do Dia 1 para ajudar a criar previsões individuais de 6 horas que cobrem as próximas 12 horas. Com acesso a dados de radar WSR-88D/Doppler, estimativas de satélite e dados de previsão do modelo NCEP, bem como observações meteorológicas atuais e análises WPC, o meteorologista tem os dados mais recentes para uso na preparação de previsões de precipitação de curto alcance. As discussões de raciocínio meteorológico são regularmente escritas e emitidas com os pacotes de previsão para explicar e apoiar a previsão.

### Previsões do tempo de inverno
O WPC Winter Weather Desk emite produtos de previsão de neve pesada e gelo, que suportam o programa de observação/aviso/perspectiva do clima de inverno do NWS. Essas previsões são para os Estados Unidos contíguos (CONUS) e emitidas de 15 de setembro a 15 de maio de cada estação fria. As previsões gráficas são emitidas duas vezes ao dia às 09:00 UTC e 21:00 UTC (4AM/PM EST, respectivamente), embora as atualizações possam ser garantidas por condições que mudam rapidamente.
O Winter Weather Desk emite produtos probabilísticos de orientação para neve pesada e gelo para os próximos três dias. As previsões representam a probabilidade de que chuva congelante ou acumulações combinadas de neve/granizo atenderão a critérios específicos dentro de um período de 24 horas. Esses produtos são emitidos de forma probabilística para melhor representar a incerteza de previsão associada a um determinado evento. O Winter Weather Desk produz uma discussão sobre neve pesada e gelo que fornece o raciocínio meteorológico para os gráficos probabilísticos de orientação sobre neve pesada e gelo de 24 horas. Esta mensagem de texto é usada por clientes internos e externos, incluindo escritórios de campo do NWS, Departamento de Segurança Interna, FEMA, Casa Branca, Departamento de Comércio, FAA e a comunidade meteorológica em geral (setor privado e mídia).

### Previsões gráficas de curto prazo
Os previsores de curto prazo são responsáveis por preparar as previsões para o período de 6 a 60 horas. Esses produtos são emitidos duas vezes ao dia usando a orientação do Sistema de Previsão Global (GFS) do NWS e do Modelo de Mesoescala da América do Norte (NAM), bem como orientação do Centro Europeu de Previsões do Tempo de Médio Prazo (ECMWF), do Met Office do Reino Unido ( UKMET), o Serviço Meteorológico do Canadá, incluindo conjuntos. A coordenação com a análise de superfície, diagnóstico de modelo, precipitação quantitativa, clima de inverno e mesas de previsão tropical é realizada durante o processo de previsão de curto alcance para manter a consistência interna. Os produtos de previsão de curto alcance incluem padrões de pressão de superfície, centros de circulação e frentes por 6 a 60 horas e uma descrição dos tipos e extensão de precipitação que são previstos no horário válido do gráfico. Além disso, as discussões são escritas em cada turno e emitidas com os pacotes de previsão que destacam o raciocínio meteorológico por trás das previsões e o clima significativo em todo o território continental dos Estados Unidos.

### Previsões de médio alcance

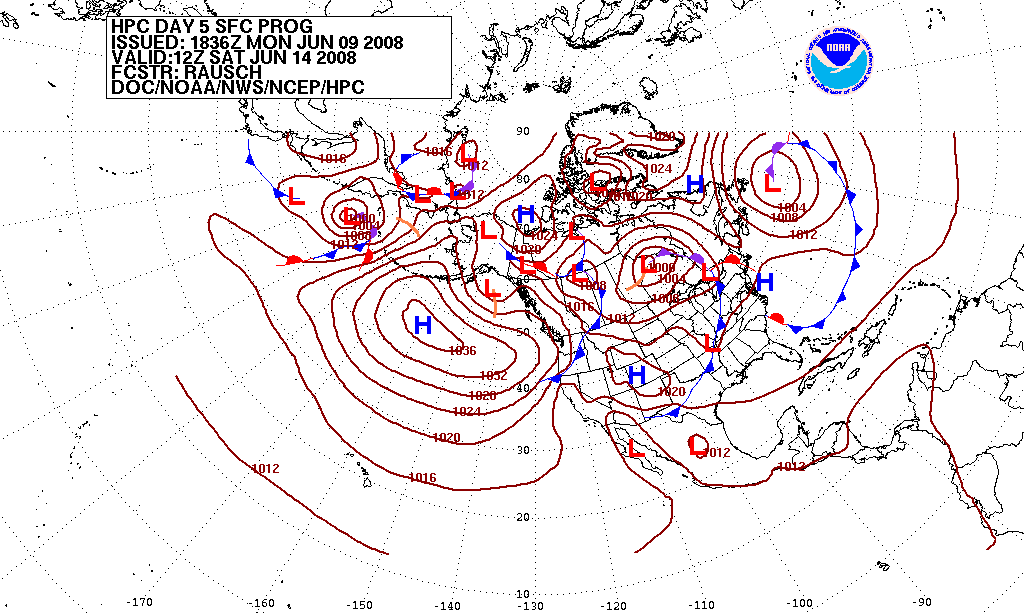
Previsão de pressões de superfície cinco dias no futuro para o norte do Pacífico, América do Norte e norte do Oceano Atlântico

Os previsores de médio alcance são responsáveis por preparar previsões para três a sete dias no futuro. As previsões de pressão de superfície são emitidas três vezes por dia, com temperatura e probabilidade de produtos de precipitação emitidos duas vezes por dia, usando orientação do modelo de previsão de médio alcance (GFS) do NWS, bem como modelos do Centro Europeu de Previsão de Tempo de Médio Prazo (ECMWF), o Escritório de Meteorologia do Reino Unido (UKMET), modelo canadense, o modelo NOGAPS da Marinha e orientação de conjunto do GFS, ECMWF, Canadian e North American Ensemble Forecast System (NAEFS).
Os produtos de previsão de médio alcance incluem padrões de pressão de superfície, centros e frentes de circulação, temperaturas e anomalias máximas e mínimas diárias, probabilidade de precipitação em incrementos de 12 horas, acumulação total de precipitação de 5 dias para os próximos cinco dias e 500 hPa (mb) previsões de altura para os dias 3-7. Além disso, uma narrativa é emitida para cada conjunto de previsões, destacando o raciocínio da previsão e o clima significativo nos Estados Unidos continentais. Previsões separadas, semelhantes aos produtos médios de 5 dias, são preparadas para o Havaí.

### Previsões de médio alcance do Alasca
Os analistas de médio alcance do Alasca revisam as últimas orientações do modelo determinístico e de conjunto (semelhante à forma como as previsões de médio alcance mais amplas são criadas) em um esforço para compor a previsão mais provável para o Alasca e áreas vizinhas válida de quatro a oito dias no futuro.
A discussão de médio alcance do Alasca, gráficos de altura de 500 hPa e gráficos de frentes e pressões de superfície para os dias 4 a 8 são emitidos uma vez por dia, durante todo o ano. Além disso, a orientação em grade para o período de previsão é emitida para os seguintes campos: grades de temperatura máxima/mínima, grades de probabilidade de precipitação de doze horas, bem como temperatura derivada do ponto de orvalho, cobertura de nuvens, tipo de precipitação e grades de velocidade/direção do vento em um 5 km (3.1 mi) resolução horizontal.

### Diagnóstico e interpretação do modelo
O objetivo da Discussão de Diagnóstico do Modelo do WPC é fornecer informações objetivas e interpretação subjetiva sobre as execuções atuais dos modelos numéricos de curto alcance do NCEP. O meteorologista de diagnóstico do modelo WPC prepara a discussão de diagnóstico do modelo duas vezes por dia em duas partes, correspondendo às execuções do modelo 0000 UTC e 1200 UTC. Esta narrativa consiste em três seções: uma avaliação da inicialização do NAM e GFS, uma revisão das tendências e tendências do modelo e uma descrição das diferenças e preferências do modelo. O meteorologista analisa como o conjunto de modelos do último ciclo de previsão difere entre si em suas previsões de recursos significativos e faz uma preferência com base em todas as informações atuais relevantes.

### Análise de superfície

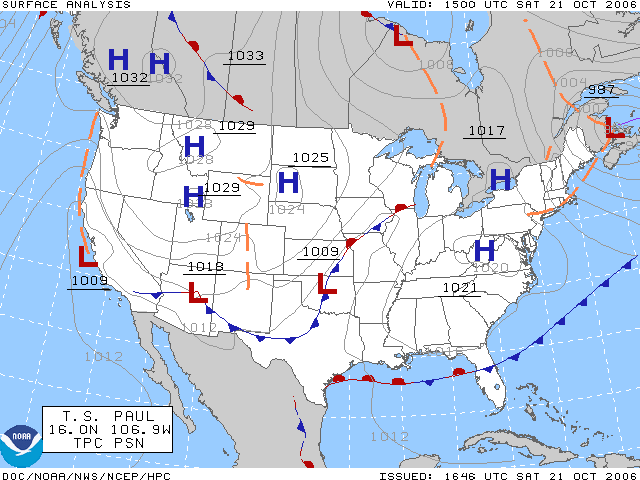
Uma análise do clima de superfície para os Estados Unidos em 21 de outubro de 2006.

A Análise meteorológica de superfície do WPC faz parte do NWS Unified Surface Analysis e um esforço colaborativo com o Ocean Prediction Center, o Centro Nacional de Furacões e o Honolulu Weather Forecast Office. O WPC se concentra nas características sinóticas e de mesoescala sobre a América do Norte, principalmente ao norte de 31N. A análise de superfície é uma análise manual de frentes de superfície e pressão sobre a América do Norte e oceanos adjacentes realizada a cada três horas. A análise utiliza uma variedade de dados meteorológicos, além de observações das condições climáticas da superfície, como observações do ar superior, imagens globais de satélite, radar Doppler e campos de massa modelo para garantir que o produto seja meteorologicamente consistente.

### Obrigações de previsão de ciclones tropicais
O WPC é o centro de apoio oficial do National Hurricane Center (NHC). Nessa capacidade, o WPC é responsável por emitir todos os produtos de ciclones tropicais, incluindo discussões, gráficos e relógios e avisos que normalmente seriam emitidos pelo NHC para qualquer sistema tropical no Oceano Atlântico, se o NHC não puder fazê-lo.
Durante a temporada de clima tropical, que vai de 15 de maio a 30 de novembro, o WPC tem várias outras tarefas de rotina relacionadas à previsão de clima tropical. Até 2008, o WPC forneceu orientações de previsão de rastreamento ao NHC sempre que houvesse um ciclone tropical na bacia do Oceano Atlântico a oeste de 60W de longitude. Conforme necessário, esta orientação é fornecida ao NHC quatro vezes ao dia para uso no pacote de ciclone tropical emitido pelo NHC às 0300 UTC, 0900 UTC, 1500 UTC e 2100 UTC. O WPC participa da chamada Hurricane Hotline com o NHC e outros escritórios de previsão e agências governamentais às 17:00 UTC para ciclones tropicais na bacia do Oceano Atlântico a oeste de 60 W de longitude. Além disso, os pontos para os dias 6 e 7 para ciclones tropicais existentes a leste de 140W de longitude, e dias 3-7 para possíveis ciclones tropicais futuros, são coordenados entre o balcão de pressões de médio alcance e o NHC todos os dias às 1700 UTC durante a temporada de furacões. Esta chamada de coordenação começou entre a Seção de Previsão Estendida e o Escritório de Alerta de Furacões de Miami antes de 1959.
Dentro do programa tropical do WPC, o meteorologista líder do turno, que prepara o QPF do dia 1, deve fornecer a declaração de chuva para os ciclones tropicais que devem atingir a terra firme. Esta declaração está incluída no Comunicado Público emitido pelo NHC e é uma previsão das quantidades de chuvas esperadas que ocorrerão com o ciclone tropical.
Finalmente, a mesa de análise de superfície do WPC tem a responsabilidade de emitir Avisos Públicos sempre que um ciclone tropical atingir os EUA ou partes adjacentes do México, enfraquecer abaixo do status de tempestade tropical (ou seja, para uma depressão tropical ou ciclone pós-tropical ou baixo) e não se espera que ressurja sobre a água como um ciclone tropical, mas o sistema ainda é capaz de produzir chuvas do tipo inundação. Este Aviso Público do WPC continuará a ser emitido até que a ameaça de chuvas de inundação termine. O aviso conterá informações sobre a quantidade de chuva que ocorreu com um determinado sistema tropical e também incluirá informações de previsão sobre os remanescentes do sistema. Esta responsabilidade é mantida pelo centro desde 1973.

### Previsões de curto prazo (discussões de mesoescala)
As previsões de curto prazo são feitas no balcão do relógio meteorológico (metwatch). Ele emite discussões de precipitação de mesoescala (MPDs) como orientação de inundações repentinas para escritórios de previsão do NWS (NWSFOs), Centros de Previsão do Rio NWS (RFCs), mídia, gerentes de emergência e outros usuários. MPDs contêm discussões técnicas sobre eventos de chuvas fortes e impactos esperados em inundações repentinas. Eles são idealmente emitidos de 1 a 6 horas antes de um evento, incluem descrições gráficas dos detalhes e da área coberta. Seu tamanho normalmente é cerca de metade do tamanho do Kansas. Existem três títulos ordenados por gravidade: "provável inundação repentina", "possível inundação repentina" ou "inundação repentina improvável". As discussões de mesoescala (MDs) já foram emitidas pelo Storm Prediction Center (SPC) para eventos convectivos (MCDs) e de precipitação (MPDs), mas o WPC agora cobre essa função de chuvas fortes.

### Balcões internacionais
Os balcões internacionais têm uma variedade de responsabilidades, principalmente o treinamento de visitantes estrangeiros no uso de produtos de Previsão Numérica do Tempo. O balcão internacional recebe rotineiramente visitantes da América Central e do Sul e do Caribe. Os meteorologistas visitantes treinam e também geram previsões para seus próprios centros nacionais e auxiliam os meteorologistas do WPC com QPF relacionados a ciclones tropicais na América Central e no Caribe.